# مریم خراسانی
مریم خراسانی (زاده ۱۳۳۵) پژوهشگر، مترجم، تحلیلگر ادبی است و مقالات بسیاری در طیفی از اقتصاد سیاسی تا زمینه‌های نظری جامعه‌شناسی زنان دارد. او از میانهٔ دهه ۱۳۷۰ در مجامع ادبی به عنوان یکی از چهره‌های سرشناس نقد فمینیستی شناخته می‌شود.
مریم خراسانی گرداننده دو نشست نقد کتاب در تهران بود که محور موضوعی هردو نشست را آثار نویسندگان زن یا آثار فلسفی مرتبط با «جامعه‌شناسی زنان» تشکیل می‌دهد.

## آثار
- «مقالاتی دربارهٔ ادبیات زنان» (تألیف)
- «انقلاب نیکاراگوئه» (ترجمه ۱۳۷۰ ـ انتشارات دنیای مادر)
- «نگرش‌های فمینیستی» (ترجمه مشترک با حمید احمدی ـ ۱۳۷۶ ـ دنیای مادر)
- «تاریخ زنان اروپا» (ترجمه)[۱]

## مصاحبه
- مصاحبه با مریم خراسانی، فعال حقوق زنان دربارهٔ فمینیسم[۲]
- مصاحبه با مریم خراسانی.[۳]

### مقالات
مریم خراسانی مقالات بسیاری دارد که تعدادی از آنها در کتاب «مقالاتی دربارهٔ ادبیات زنان» گردآوری شده‌اند.
برخی از مقالات و مصاحبه‌های او عبارتند از:
- خاورمیانه و مردسالاری مدرن[۴]
- سوژه در فلسفه غرب، همیشه مرد بوده‌است[۲][۵]
- مفهوم حجاب از دو دیدگاه[۶]
- تبعیض مثبت به نفع پسران، برای اولین بار در تاریخ (مصاحبه)[۷]
- زن ایرانی؛ و نظریه‌های فمینیستی (مصاحبه)[۸]
- دربارهٔ قره العین[۹]
- زنان ۷۰ سال، برای حق رأی مبارزه کرده‌اند[۳]